# Macrocneme caerulescens
Macrocneme caerulescens là một loài bướm đêm thuộc phân họ Arctiinae, họ Erebidae.